# Lilla Björken, Västergötland
Lilla Björken är en sjö i Ulricehamns kommun i Västergötland och ingår i Viskans huvudavrinningsområde. Sjön är 4,4 meter djup, har en yta på 0,147 kvadratkilometer och är belägen 215 meter över havet. Lilla Björken ingår, tillsammans med Stora Björken, i Björkens fiskevårdsområdesförening. I sjön finns gädda, abborre, braxen, sutare, mört, ål, ruda och lake.

## Delavrinningsområde
Lilla Björken ingår i det delavrinningsområde (641449-134359) som SMHI kallar för Inloppet i Mellsjön. Avrinningsområdets medelhöjd är 228 meter över havet och ytan är 66,95 kvadratkilometer. Räknas de 3 avrinningsområdena uppströms in blir den ackumulerade arean 198,19 kvadratkilometer. Avrinningsområdets utflöde Viskan mynnar i havet. Avrinningsområdet består mestadels av skog (50 procent), öppen mark (15 procent) och jordbruk (28 procent). Avrinningsområdet har 0,96 kvadratkilometer vattenytor vilket ger det en sjöprocent på 1,4 procent. Bebyggelsen i området täcker en yta av 1,39 kvadratkilometer eller 2 procent av avrinningsområdet.